# 郎士元
郎 士元（ろう しげん、727年? - 780年?）は、中国・唐の詩人。字は君冑。本貫は中山郡新市県。
至徳元載（756年）の進士。宝応元年（762年）、渭南県尉となり、左拾遺・郢州刺史を歴任した。銭起とともに詩名が高く、「銭郎」とうたわれた。『郎刺史詩集』一巻が残っている。

## 詩人としての彼
七言律詩の作品『贈銭起秋夜宿霊台寺見寄（銭起の秋夜、霊台寺に宿して寄せられしに贈る）』がある。
| 贈銭起秋夜宿霊台寺見寄 |                                                                 |
| 石林精舎武渓東         | 石林（せきりん）の精舎 武渓（ぶけい）の東                       |
| 夜叩禅扉謁遠公         | 夜に禅扉（ぜんぴ）を叩いて遠公に謁す                            |
| 月在上方諸品静         | 月は上方に在りて諸品（しょほん）静かに                          |
| 僧持半偈万縁空         | 僧は半偈（はんげ）を持（じ）して万縁空（むな）し                |
| 蒼苔古道行応遍         | 蒼苔（そうたい）の古道 行くこと応（まさ）に遍（あま）ねかるべし |
| 落木寒泉聴不窮         | 落木 寒泉 聴けども窮（きわ）まらず                              |
| 更憶双峰最高頂         | 更に憶（おも）う 双峰の最高頂                                   |
| 此心期与故人同         | 此の心 故人と同じゅうせんと期す                                 |